# Žižkův vrch (hradiště)
Žižkův vrch je označení pro dvojici opevnění jihovýchodně od stejnojmenné vesnice u Drhovle v okrese Písek. Obě lokality se nachází Žižkově vrchu. Zatímco na západním výběžku se nacházelo malé pravěké hradiště, opevnění na vrcholu kopce nebylo datováno. Pozůstatky opevnění jsou chráněné jako kulturní památka.

## Historie
Doba vzniku dvou opevněných lokalit na Žižkově vrchu je nejasná. Hradiště na západní straně bylo podle povrchových nálezů keramiky osídleno snad v mladší až pozdní době bronzové a předpokládá se, že sloužilo jako útočiště v dobách ohrožení. Fortifikace na vrcholu může být hradištěm z doby bronzové až laténské nebo raného střevěku, ale pravděpodobnější je její novověký původ.

## Stavební podoba
Hradiště se nachází na protáhlé ostrožně, která vybíhá na západ směrem k Brložskému potoku, v nadmořské výšce 464 metrů. Ze šíjového opevnění hradiště se dochoval zanesený příkop a snad i nezřetelný val, jehož výška dosahuje nejvýše 0,5 metru. Opevnění chránilo plochu 45 metrů dlouhou a dva až sedm metrů širokou. Na ostatních stranách ochranu poskytovaly strmé svahy, které převyšují dno údolí asi o čtyřicet metrů.
Opevnění na vrcholu kopce má rozměry asi 130 × 100 metrů a jeho celkový obvod měří 340 metrů. Tvoří jej val čtyři až šest metrů široký a až 0,8 metru vysoký. Na jihovýchodní a severozápadní straně je patrný také příkop hluboký maximálně 0,5 metru.